# جان كلود هامل
جان كلود هامل (بالفرنسية: Jean-Claude Hamel)‏ هو لاعب كرة قدم وشخصية أعمال فرنسي، ولد في 9 يوليو 1929.